# Jordan Tolbert
Jordan Wayne Tolbert (Fort Worth, 8 novembre 1992) è un cestista statunitense.